# Polygonprofil

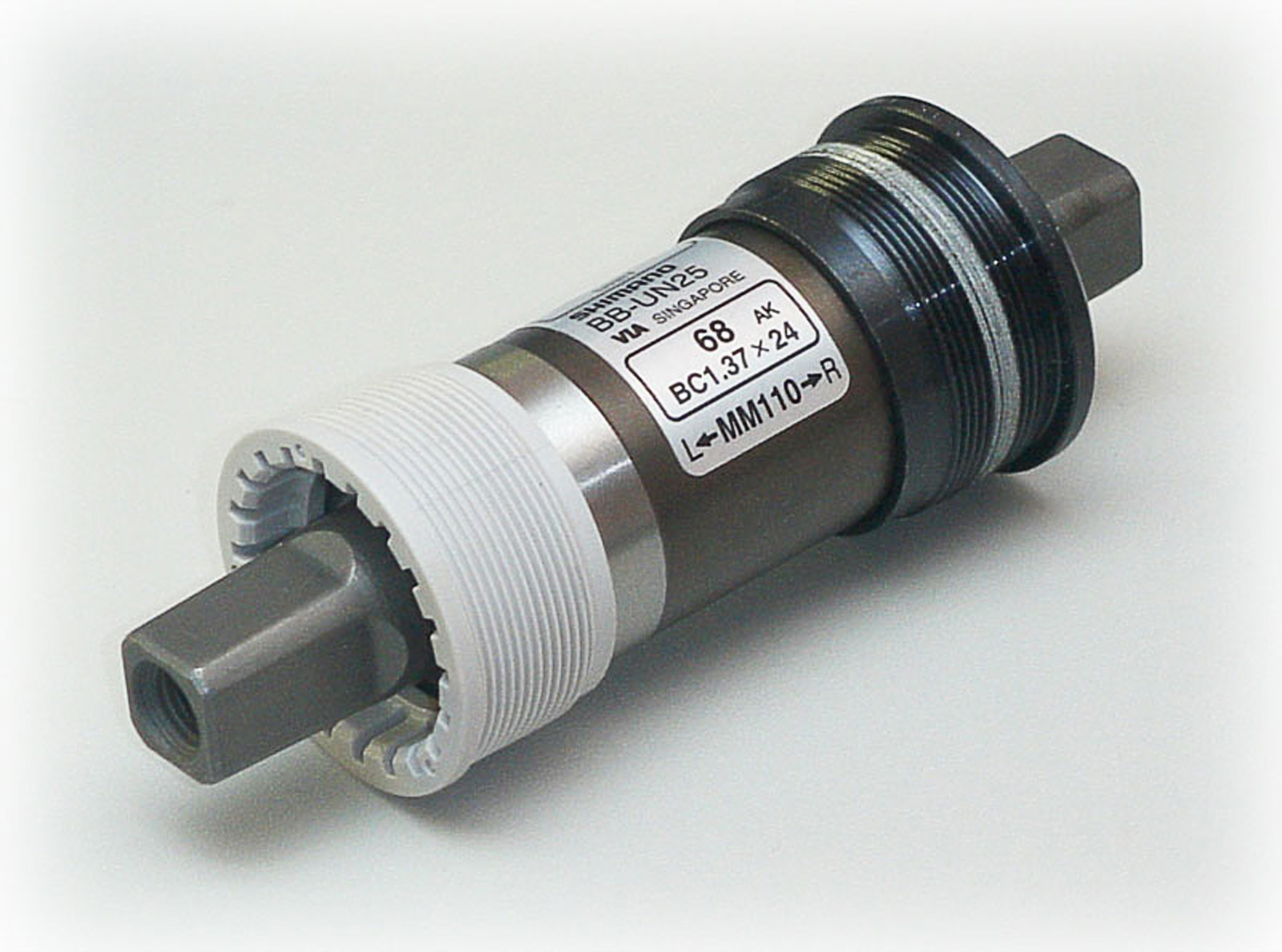
Tretlager mit Vierkantwelle zur Aufnahme der Tretkurbel am Fahrrad

Das Polygonprofil ist eine Welle oder Nabe, die im Querschnitt einem Polygon entsprechen, dessen Ecken jedoch gerundet sind. Verbreitet sind solche Profile insbesondere im Maschinenbau als formschlüssige Welle-Nabe-Verbindung für höchste Drehmomente.

## Aufbau
Die Welle wird an mehreren Seiten abgeflacht, wodurch sich deren Querschnitt von rund auf vieleckig verändert. Eine Nabe mit passend gestaltetem Innenquerschnitt kann nun auf die Welle geschoben werden.
Zusätzlich kann das Polygonprofil der Welle konisch ausgeführt werden. Dadurch ergibt sich beim Aufpressen einer entsprechenden Nabe ein spielfreier Sitz mit zusätzlichem Kraftschluss.

## Besondere Merkmale
Es besitzt eine große Zentriergenauigkeit, da es selbstzentrierend ist. Die praktisch kerbwirkungsfreie Kraftübertragung ermöglicht im Vergleich zur Passfederverbindung bei gleicher Baugröße die Übertragung wesentlich größerer Drehmomente. Die Polygonform wird fast ausschließlich auf eine runde Welle geschliffen. Dies ist ein äußerst kostspieliges Verfahren und oft auch der Grund, warum auf eine günstigere Lösung gesetzt wird. Neben der Schleifbearbeitung kann eine Vielzahl von Polygonprofilen mit einem Unrunddrehverfahren sehr effizient und wirtschaftlich hergestellt werden.
Die Miniaturisierung wird bei der Schleifbearbeitung durch den Herstellungsprozess eingeschränkt. Eine Ausnahme bildet hier noch das Ziehen von Miniaturpolygonwellen. Dank diesem Ziehverfahren können auch noch kleinste Polygonwellen effizient produziert werden.

## Alternativen
Siehe Welle-Nabe-Verbindung